# Rishi

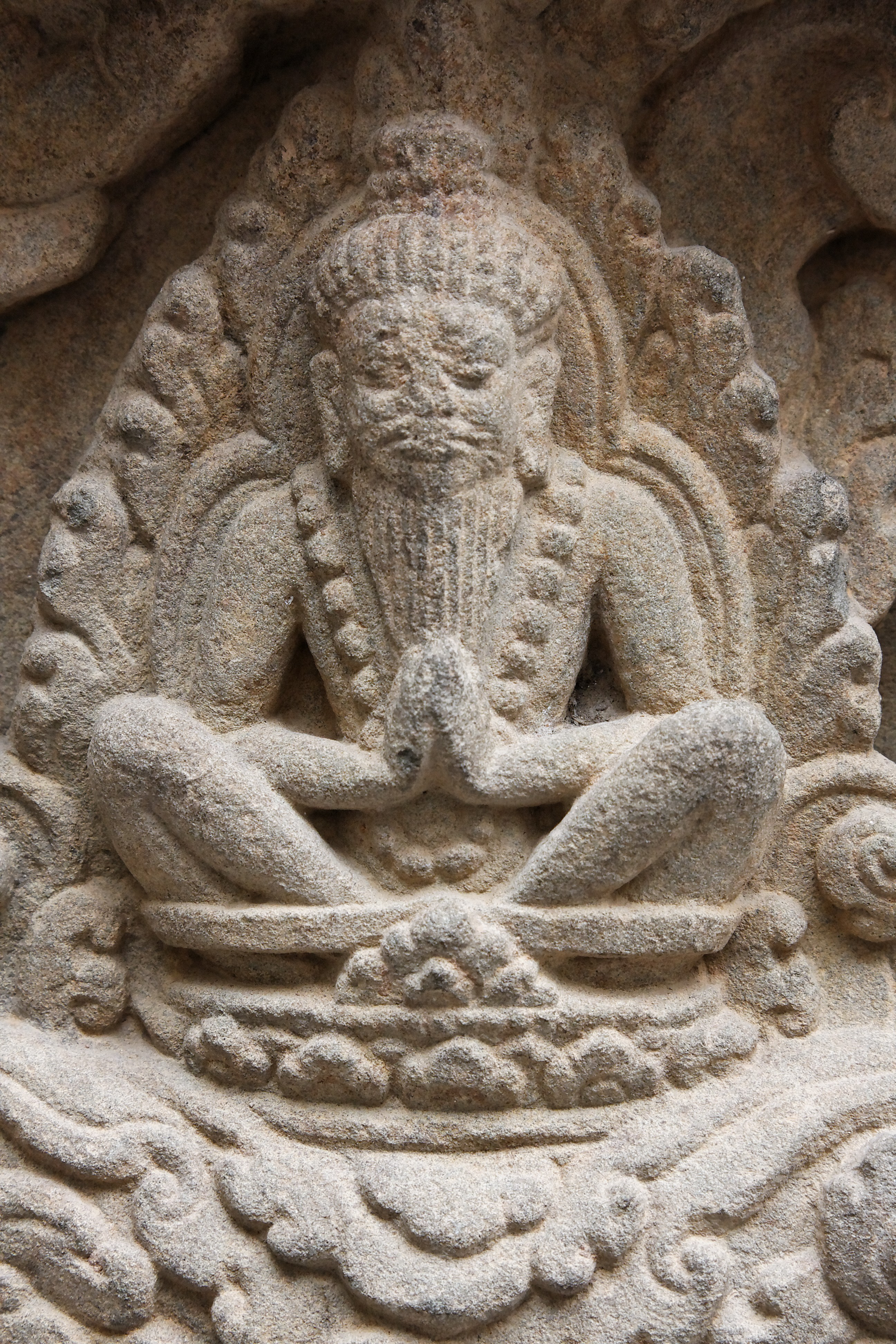
Ein Rishi auf einem Relief am Tempel Kapilapura in Angkor, 9. Jahrhundert im Preah-Ko-Stil

Rishi (Sanskrit ऋषि ṛṣi m. [ˈrɪʂɪ]) ist im Hinduismus ein Seher oder mythischer Weiser. Den Rishis wurden der Legende nach die heiligen hinduistischen Texte (Shruti) offenbart, zu denen die Veden gehören. Die Rishis können Priester, Autoren vedischer Hymnen, Heilige, Asketen, Propheten und Einsiedler sein. Der Prozess der Offenbarung wird dem Seher in einer intuitiven Vision ermöglicht. Der besondere Geisteszustand des Wahrnehmenden wird im Rigveda wie folgt beschrieben:

„Auseinander fliegen meine Ohren, auseinander mein Auge, auseinander dies Licht, das in mein Herz gesetzt ist. Fort wandert mein Denken – mein Sinnen ist in der Ferne. Was denn werde ich sagen und was werde ich jetzt erkennen?“

Verschiedene Gruppen von Rishis werden in Schriften erwähnt:
- Brahmarishis, die direkt von Brahma berufen wurden oder Brahmanen sind. Sie werden als Gründer der orthodoxen Brahmanen-Familien betrachtet.
- Saptarishis, eine Gruppe von sieben Rishis, die laut Atharvaveda durch ihr Opfer die Welt gestalteten.
- Devarishis, die durch ihre strenge Askese (Tapas) fast die gleiche Stellung wie die Götter (Devas) erreicht haben.
- Maharishis, die großen Seher
- Rajarishis, die Könige, die durch ihre kontinuierliche Askese Rishis geworden sind.

Den Rishis wird die Fähigkeit zugeschrieben Wunder (vgl. Siddhi) zu wirken oder Krankheiten zu heilen. Oftmals gelten sie als die Dichter heiliger Texte, die sie direkt als göttliche Offenbarung „gehört“ haben.